# 旱垂柳
旱垂柳（学名：Salix matsudana var. pseudomatsudana）为杨柳科柳属下的一个变种。

## 扩展阅读
- 維基物種上的相關：旱垂柳